# Duquesne (Pensilvania)
Duquesne es una ciudad ubicada en el condado de Allegheny en el estado estadounidense de Pensilvania. En el año 2000 tenía una población de 7332 habitantes y una densidad poblacional de 1555.4 personas por km².

## Geografía
Duquesne se encuentra ubicada en las coordenadas 40°22′12″N 79°51′3″O / 40.37000, -79.85083.

## Demografía
Según la Oficina del Censo en 2000 los ingresos medios por hogar en la localidad eran de $19 766 y los ingresos medios por familia eran $25 898. Los hombres tenían unos ingresos medios de $25 046 frente a los $22 272 para las mujeres. La renta per cápita para la localidad era de $12 067. Alrededor del 34.7% de la población estaba por debajo del umbral de pobreza.